# Fosfowalpurgita
La fosfowalpurgita és un mineral de la classe dels fosfats que pertany al grup de la walpurgita.

## Característiques
La fosfowalpurgita és un fosfat de fórmula química (BiO)₄(UO₂)(PO₄)₂·2H₂O. Va ser aprovada com a espècie vàlida per l'Associació Mineralògica Internacional l'any 2001. Cristal·litza en el sistema triclínic.
Segons la classificació de Nickel-Strunz, la fosfowalpurgita pertany a «08.EA - Uranil fosfats i arsenats, amb proporció UO₂:RO₄ = 1:2» juntament amb els següents minerals: ortowalpurgita, walpurgita, hal·limondita, parsonsita, ulrichita i lakebogaïta.

## Formació i jaciments
Va ser descoberta a Smrkovec, a la localitat de Březová, dins el districte de Sokolov (Regió de Karlovy Vary, República Txeca). També ha estat descrita a Jáchymov, al districte de Karlovy Vary, també a la República Txeca, així com a la mina Krönung, a la localitat de Frohnau (Saxònia, Alemanya). Aquests tres indrets són els únics de tot el planeta on ha estat descrita aquesta espècie mineral.